# Марзоев, Сергей Тимофеевич
Сергей Тимофеевич Марзоев (осет. Мӕрзойты Сергей; 10 апреля 1927 года, село Карман-Синдзикау — 12 ноября 2008 года, Владикавказ, Северная Осетия) — осетинский писатель, публицист и литературовед. Народный писатель Осетии. Лауреат премии имени Коста Хетагурова (1966).
Родился в крестьянской семье в селении Карман-Сидзикау в 1927 году. После окончания средней школы поступил на учёбу в Осетинское педагогическое училище, которое окончил в 1944 году. Потом обучался в Северо-Осетинском педагогическом институте (1948), в аспирантуре СОНИИ (1951).
Трудился старшим редактором отдела художественной литературы издательства «Ир», заведующим отделом культуры редакции газеты «Социалистическая Осетия», заведующим отдела критики и библиографии редакции журнала «Мах дуг», ответственным секретарём литературного альманаха «Советская Осетия», старшим научным сотрудником СОНИИ. В 1956 году издал первую литературоведческую монографию «Проблема положительного героя в поэзии Нигера». В 1958 году опубликовал свои первые рассказы в республиканской периодической печати.
С 1966 по 1970 года — ответственный секретарь правления и с 1970 по 1976 года — председатель Союза писателей СОАССР.
В 1966 году за свою книгу «Бон цӕуы ӕмӕ фарн хӕссы» (Счастье грядущего дня) удостоен премии имени Коста Хетагурова.
В 1976 году вышел на пенсию. Скончался в 2008 году.

## Источник
- Марзоев Сергей Тимофеевич// Бибоева И. Г., Казиты М. Р. Писатели Осетии: библиографический справочник. — Владикавказ: Ир, 2015. — С. 334—336. ISBN 978-5-7534-1499-01